# Михайло Кравчук (монета)
«Миха́йло Кравчу́к» — ювілейна монета номіналом 2 гривні, випущена Національним банком України. Присвячена математику, педагогу і громадському діячеві Михайлу Пилиповичу Кравчуку — академіку Академії наук України, автору фундаментальних праць з алгебри, математичного аналізу, теорії лінійних перетворень, теорій функцій тощо. Завдяки широкому колу наукових інтересів і результатам досліджень Михайло Кравчук став відомим не лише в Україні, а й поза її межами.
Монету було введено в обіг 20 вересня 2012 року. Вона належить до серії «Видатні особистості України».

## Опис та характеристики монети
| Номінал грн. | Метал      | Маса, грам | Діаметр, мм. | Якість виготовлення | Гурт     | Тираж, штук |
| ------------ | ---------- | ---------- | ------------ | ------------------- | -------- | ----------- |
| 2            | нейзильбер | 12,8       | 31           | анциркулейтед       | рифлений | 15 000      |

### Аверс
На аверсі монети розміщено: малий Державний Герб України та напис півколом «НАЦІОНАЛЬНИЙ БАНК УКРАЇНИ», фрагмент формули М. П. Кравчука, посередині — вислів ученого «МОЯ ЛЮБОВ» — «УКРАЇНА І МАТЕМАТИКА», унизу номінал — «ДВІ ГРИВНІ», рік карбування монети — «2012» та логотип Монетного двору Національного банку України.

### Реверс
На реверсі монети на тлі цифр, що уособлюють сферу діяльності математика, зображено портрет та написи: «МИХАЙЛО/КРАВЧУК», роки життя «1892/1942» (праворуч).

## Автори

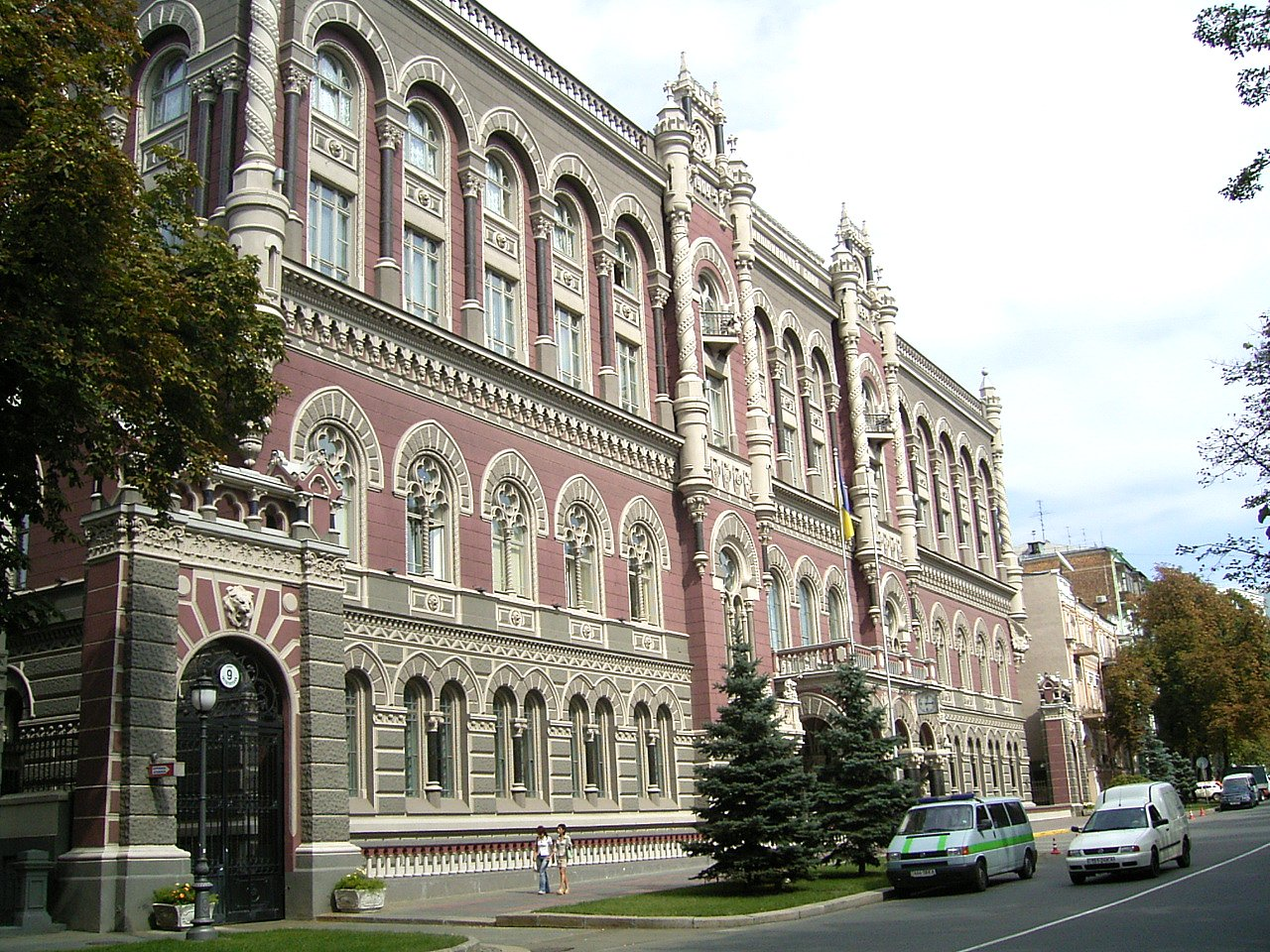
Будівля Національного банку України

- Художники: Таран Володимир, Харук Олександр, Харук Сергій.
- Скульптор — Дем'яненко Анатолій.

## Вартість монети
Під час введення монети в обіг 2012 року, Національний банк України реалізовував монету через свої філії за ціною 15 гривень.
Фактична приблизна вартість монети, з роками змінювалася так:
| Рік        | 2013 | 2014 | 2015 | 2016 | 2017 | 2018 | 2019 | 2020 | 2021 | 2022 | 2023  | 2024  | 2025  |
| ---------- | ---- | ---- | ---- | ---- | ---- | ---- | ---- | ---- | ---- | ---- | ----- | ----- | ----- |
| Ціна, грн. | 120  | 90   | 100  | 220  | 480  | 500  | 560  | 510  | 490  | 520  | 1 250 | 2 100 | 1 720 |